# Aarhus Nordkredsen
Aarhus Nordkredsen er fra 2007 en opstillingskreds i Østjyllands Storkreds. I 1920-2006 var kredsen en opstillingskreds i Århus Amtskreds.
Den 8. februar 2005 var der 46.454 stemmeberettigede vælgere i kredsen.
Kredsen omfatter den del af Aarhus Kommune, der mod syd følger Aarhus Østkredsens (del af bykernen) nordgrænse fra Aarhus Bugt indtil Åby Sogn, og derefter afgrænses af en linje i nordvestlig retning langs østsiden af Åby Sogn indtil Silkeborgvej, der følges mod vest indtil Åby Ringvej, fortsættende mod nord ad denne indtil nordsiden af Edwin Rahrs Vej og derfra videre i vestlig retning langs Gellerup Sogns nordlige grænse indtil Bronzealdervænget.
Derfra går linjen mod nord vest om Bronzealdervænget og langs vestsiden af Runehøjen til Viborgvej, der krydses, og derfra fortsætter videre mod nord indtil nord for den vestlige ende af Bredskifte Allé, hvorfra linjen følger Tilst og Kasted sognes østgrænser indtil kommunegrænsen til Favrskov Kommune.
Kredsen rummede i 2005 flg. kommuner og valgsteder::
1. Aarhus Kommune
  1. Bjørnshøjcentret,Trige
  2. Frydenlundskolen
  3. Hårup Hallen
  4. Katrinebjergskolen
  5. Lisbjergskolen
  6. Lystrup Skole
  7. Møllevangskolen
  8. Skovvangskolen
  9. Spørring Hotel
  10. Vorrevangskolen

## Folketingskandidater pr. 25/11-2018

### Valgkredsens kandidater for de pr. november 2018 opstillingsberettigede partier
| Liste | Parti                       | Kandidat               | Bemærk |
| ----- | --------------------------- | ---------------------- | ------ |
| A     | Socialdemokratiet           | Christen Sørensen      |        |
| B     | Radikale Venstre            | Katrine Kjær Robsøe    |        |
| C     | Det Konservative Folkeparti | Jens Salling           |        |
| D     | Nye Borgerlige              |                        |        |
| F     | Socialistisk Folkeparti     |                        |        |
| I     | Liberal Alliance            |                        |        |
| K     | Kristendemokraterne         | Isabella Arendt        |        |
| O     | Dansk Folkeparti            | Ole Revsgaard Andersen |        |
| V     | Venstre                     | Ejnar Boysen Schultz   |        |
| Ø     | Enhedslisten                | Søren Egge Rasmussen   |        |
| Å     | Alternativet                |                        |        |